# Michel Barré
Pour les articles homonymes, voir Barré.
Michel Barré, né le 8 mai 1919 à Paris et mort le 21 octobre 2005 à Neuilly-sur-Seine,, est un dirigeant français d'entreprises informatiques et de télécommunications.

## Biographie
Diplômé de l'École navale, Michel Barré commence sa carrière comme officier de marine (1938-54), en étant capitaine de corvette, ce qui lui vaut la Croix de guerre 39-45, et l'honneur de diriger la mission polaire en Terre-Adélie (1950-1952).
En revenant à la vie civile, il est ingénieur à la Société française de radioélectricité (1954), puis part en 1958 à la Compagnie générale de la télégraphie sans fil (CSF), dont il devient le directeur du groupement télécommunications, télévision et radio-navigation, puis le directeur des affaires civiles, professionnelles et spatiales, de 1962 à 1969. Après la fusion de Thomson avec la Compagnie générale de la télégraphie sans fil, il fait partie de la petite équipe chargée d'arbitrer dans les doublons résultant de la fusion, alors qu'il est déjà vice-président-directeur général (1969) de la toute nouvelle Compagnie internationale pour l’informatique (CII), dont il devient PDG en 1970.
Il fait face au leader français, la Compagnie des Machines Bull, devenu numéro deux mondial, dont les effectifs sont en 1970 de 10 500 employés en France, à la suite du rachat par Honeywell. Michel Barré plaide alors un rapprochement avec Bull, en particulier sur les systèmes d'exploitation offrant de nouveaux concepts comme le temps partagé et le traitement par lots (batch).
Durant cette période, Michel Barré a développé chez la Compagnie internationale pour l’informatique les produits de 3e et 4e génération, avec l'Iris 80 et Transiris, pour les besoins de la Marine, de l'Armée de terre, de l'Aérospatiale et du programme nucléaire français, qui commençait. Dès 1968, il prend l'initiative de rencontrer les dirigeants d'International Computers Limited (ICL), Siemens et Philips, pour préparer une alliance européenne, Unidata, qu'il défendra contre la volonté d'un de ses grands actionnaires, en particulier de Georges Pébereau, numéro deux de la Compagnie générale d'électricité, qui est par ailleurs aussi l'ami et le camarade de promotion de Jean-Pierre Brulé, PDG de la Compagnie des Machines Bull, principal concurrent de la CII.
Malgré les réticence initiales, il parvient à ses fins en créant Unidata avec Siemens, lorsque ce dernier est mis en difficulté par la décision de RCA, son principal fournisseur informatique et l'un des sept principaux concurrents d'IBM, d'abandonner la construction d'ordinateurs. RCA avait en effet été pénalisé par la décision d'IBM d'infléchir sa politique de compatibilité de l'IBM 360 tout en cassant les prix.
Jean-Pierre Brulé lui a succédé en 1976, lors de la fusion entre les deux sociétés, Honeywell-Bull et la CII, négociée par l'un des actionnaires de la CII, Ambroise Roux, sans son aval, et à la suite de laquelle il va démissionner. Michel Barré avait rencontré, auparavant, les dirigeants d'Honeywell, au cours de l'été 1974, mais jugé leur stratégie et leurs motivations contraire aux intérêts de la CII. Paul Richard, le PDG de Thomson est, trois mois après, approché par l'autre grand actionnaire, Ambroise Roux, qui le convainc d'écrire le 30 octobre 1974 une lettre commune au ministre de l'industrie Michel d'Ornano, pour souhaiter la fusion avec Honeywell, jusque-là rejetée par Paul Richard.
Michel Barré dirige ensuite Gibert Marine (1976-84) puis la société Comapar (1976-84), tout en étant membre du conseil de surveillance de Leroy-Somer (1977-84) et PDG de Philips Systèmes Médicaux (1976-91).